# 埃尔德什数
艾狄胥数（英語：Erdős number，簡稱艾數），根据匈牙利数学家艾狄胥·帕爾，这个最多产的数学家命名，是描述数学论文中一个作者与艾狄胥·帕爾的“合作距离”的一种方式。菲尔茨奖获得者的埃数中位数最低时为3。

## 定义
艾狄胥·帕爾的艾數是0，與其合寫論文的艾數是1，一個人至少要k個中間人（合寫論文的關係）才能與艾狄胥·帕爾有關聯，則他的艾數是k+1。
例如：艾狄胥·帕爾與A合寫論文，A與B合寫論文，但艾狄胥·帕爾沒有與B合寫論文，則A的艾數是1，B的艾數是2。

## 影响
由於科學家有時候會跨領域合作，有許多非數學家一樣會擁有艾數，例如：
- 艾狄胥·帕爾←→數學家丹尼爾·克萊特曼（英语：Daniel Kleitman） ←→遺傳學家埃里克·蘭德 ←→其他遺傳學家、染色體學家
- 艾狄胥·帕爾←→數學家艾倫·D·泰勒（英语：Alan D. Taylor） ←→ 政治學家史蒂文·布蘭斯（英语：Steven Brams） ←→其他政治學家
- 艾狄胥·帕爾←→數學家小拉爾夫·P·鮑亞士（英语：Ralph P. Boas, Jr.） ←→ 統計學家約翰·圖基 ←→其他統計學家、生物學家、醫學家
- 艾狄胥·帕爾←→數學家伊萬·尼雲 ←→數學家塞繆爾·艾倫伯格 ←→數學家馬塞爾-保羅·許成貝格（英语：Marcel-Paul Schützenberger） ←→ 語言學家诺姆·乔姆斯基 ←→其他語言學家

## 数学之外
- 貝肯數：

以演員凱文·貝肯為中心，以是否一起演出描述與凱文·貝肯的距離，也因此產生著名的遊戲：凱文·貝肯的六度分隔。
少數人同時擁有艾數與貝肯數，例如丹妮卡·麥凱拉，她的艾數是4，貝肯數是2；丹尼爾·克萊特曼的艾數是1，貝肯數是2，是目前已知數字最小的。
- 秀策數：

圍棋中用來描述玩家和棋聖本因坊秀策之間的距離。
- 斯特林菲爾德數：

描述幽浮學的研究者與第一位幽浮學家倫納德·H·斯特林菲爾德之間的距離。

## 延伸阅读
- Goffman, Casper. . American Mathematical Monthly. 1969, 76 (7): 791. doi:10.2307/2317868.
- De Castro, Rodrigo; Grossman, Jerrold W. . The Mathematical Intelligencer. 1999, 21 (3): 51–63  [2007-05-13]. MR1709679. （原始内容存档于2004-11-05）. Original Spanish version in Rev. Acad. Colombiana Cienc. Exact. Fís. Natur. 23 (89) 563–582, 1999, MR1744115.